# Sabicea angustifolia
Sabicea angustifolia är en måreväxtart som beskrevs av Louis Hyacinthe Boivin och Herbert Fuller Wernham. Sabicea angustifolia ingår i släktet Sabicea och familjen måreväxter. Inga underarter finns listade i Catalogue of Life.